# Formigueiro-de-peito-preto
Formigueiro-de-garganta-preta ou formigueiro-de-peito-preto (nome científico: Myrmophylax atrothorax) é uma espécie de ave da família Thamnophilidae, a única do gênero Myrmophylax.
Pode ser encontrada nos seguintes países: Bolívia, Brasil, Colômbia, Equador, Guiana Francesa, Guiana, Peru, Suriname e Venezuela.
Os seus habitats naturais são: florestas subtropicais ou tropicais húmidas de baixa altitude e florestas secundárias altamente degradadas.